# センサリーロドプシン
センサリーロドプシンは微生物の細胞膜中に存在する光受容タンパク質である微生物型ロドプシン（microbial rhodopsin, Type I rhodopsin）のうち、吸収した光の情報を伝達する機能をもったものの総称である。
当初センサリーロドプシンを含む微生物型ロドプシンは古細菌の一種である高度好塩菌において発見されたが、その後のゲノム解析により真核生物、真正細菌にも同様のタンパク質が存在することが明らかになった。

## 古細菌のセンサリーロドプシン
センサリーロドプシンの中で発見されてからの歴史が最も長く、広く研究されているのがHalobacterium salinarumやNatronomonas pharaonisのよう高度好塩菌の持つ古細菌型のセンサリーロドプシンである。
その中で最もよく知られているのがセンサリーロドプシンI（sensory rhodopsin I）とセンサリーロドプシンII（sensory rhodopsin II、フォボロドプシン）の二つである。それぞれ入射光に対する細胞の遊泳パターン（走光性）を制御するシグナル伝達を行う。特に前者はオレンジの光に向って細胞が移動する正の走光性を発現する信号を、後者は青緑光から細胞が逃げる負の走光性をもたらす信号を別のタンパク質へと伝達する。これらのセンサリーロドプシンからの信号を受け取ると考えられているのがトランスデューサータンパク質（transducer protein）であり、センサリーロドプシンI、IIともに固有のトランスデューサー（HtrI、HtrII）を持つ。またセンサリーロドプシンIについてはオレンジ光によって活性化状態になったときに、更に別の紫外光を吸収することで、逆に負の走光性をもたらす信号伝達を行うことが知られている。

## 真正細菌のセンサリーロドプシン
真正細菌のセンサリーロドプシンとして最も典型的なものとしてラン藻の一種であるアナベナ（Anabaena）の持つ、アナベナセンサリーロドプシン（Anabaena sensory rhodopsin）がある。緑の光にあたる波長の光を吸収するが、その生理的役割についてはよくわかっていない。一説には光捕集系に含まれる色素合成に関わる信号伝達を行うと言われている。
アナベナセンサリーロドプシンには古細菌型のセンサリーロドプシンのような膜タンパク質型のトランスデューサーは存在しないが、おなじオペロンによって制御される遺伝子がコードしているタンパク質がトランスデューサーとしての役割を果たしていると考えられる。このタンパク質は水溶性であり分子量は1万4千と比較的小さく、アナベナのセンサリーロドプシンとトランスデューサーは古細菌型のセンサリーロドプシン－トランスデューサーとは大きく異なる信号伝達系を構築しているとされている。

## 真核生物のセンサリーロドプシン
真正細菌同様、真核生物のセンサリーロドプシンについてはその役割や分子的特徴についてはよくわかっていない。典型的なものとして単細胞光合成藻類であるクラミドモナス（Chlamydomonas）の持つセンサリーロドプシンが知られている。